# Juan Fernández de Velasco
Juan Fernández de Velasco (* um 1550; † 15. März 1613 in Madrid), 5. Duque de Frías und 10. Condestable de Castilla etc., Grande von Spanien, war ein spanischer Adliger, Militär und Diplomat.

## Leben
Juan Fernández de Velasco war der Sohn von Íñigo Fernández de Velasco, 4. Duque de Frías, 9. Condestable de Castilla etc. († 1585), und Anna de Aragón (alias Pérez de Guzmán y Aragón, † 1589).
1585 wurde er der Nachfolger seines Vaters als Condestable de Castilla. Von 1590 bis 1600 und erneut von 1610 bis 1612 war er Gouverneur des Herzogtums Mailand. Zudem war er Präsident des Consejo de Italia und des Consejo de Estado y de Guerra.
Seine Amtszeit in Mailand wurde 1595 wegen seiner Abwesenheit kurz unterbrochen (Gouverneur war in dieser Zeit Pedro de Padilla): Anfang Juni 1595 überschritt er an der Spitze einer Armee von 12.000 Männern aus den italienischen Garnisonen Spaniens die Alpen. In Besançon stieß Charles de Mayenne an der Spitze der Truppen der Katholischen Liga zu ihm. Gemeinsam rückten sie auf Dijon vor, wurden aber am 5. Juni in der Schlacht bei Fontaine-Française geschlagen, was das Ende die endgültige Unterwerfung der Liga bedeutete.
In der Zeit von 1600 bis 1610 wurde er als Gouverneur von Mailand von Pedro Enríquez de Acevedo, Conde de Fuentes, ersetzt, der ebenfalls, jedoch mit größerem Glück, am Achten Hugenottenkrieg teilgenommen hatte, und an der nördlichen Front, die Städte Doullens und Cambrai erobert hatte.

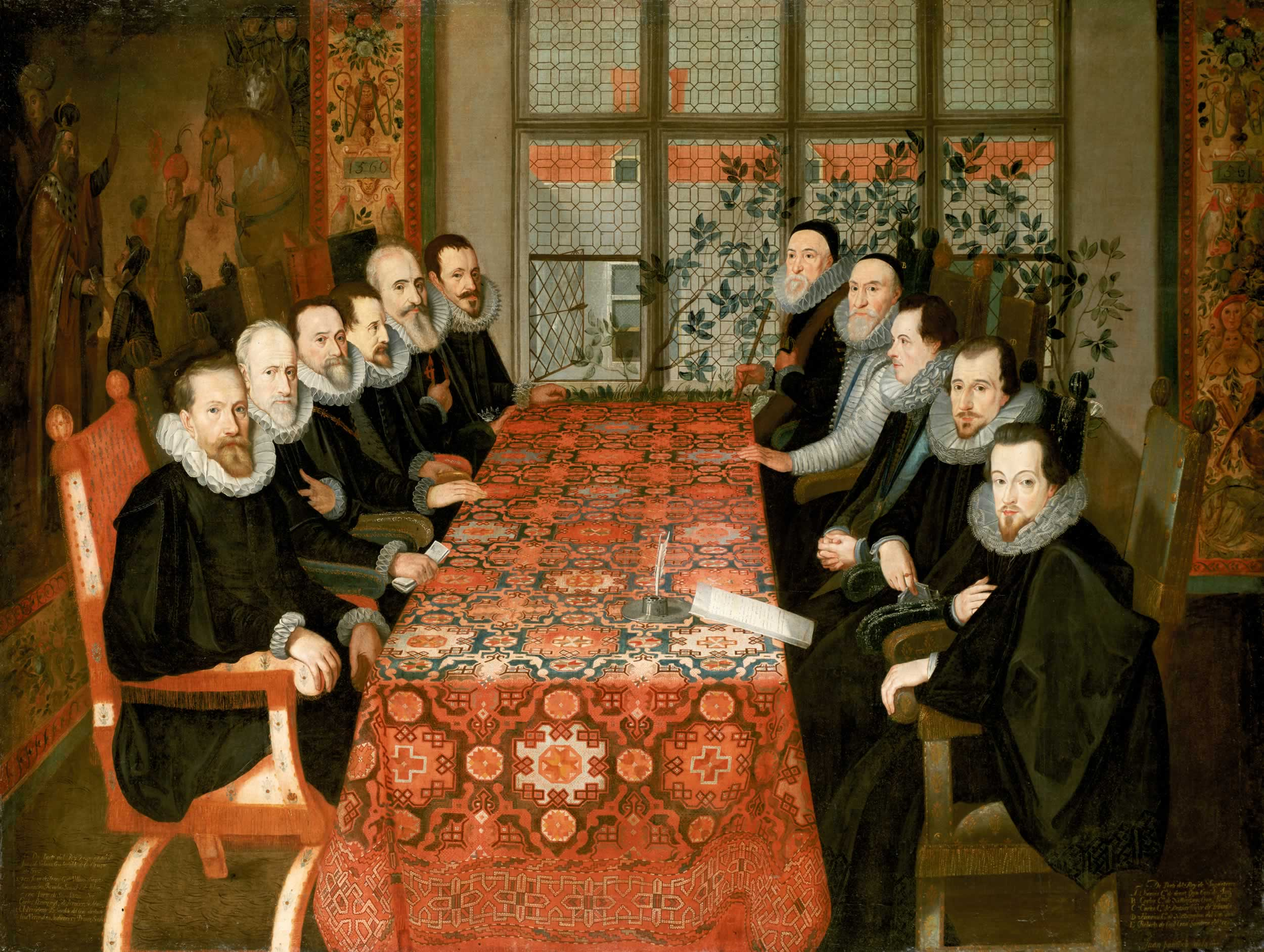
Die Unterzeichnung des Vertrags von London, links die spanische, rechts die englische Delegation, Velasco sitzt links am Fenster; National Maritime Museum, London

1604 nahm er als Diplomat an der Unterzeichnung des Vertrags von London teil, der den Feindseligkeiten zwischen Spanien und England beendete.
In Mailand war er verantwortlich für den Bau eines Saals im Königspalast (zu der Zeit noch Palazzo Ducale genannt), des Salone Margherita, dem ersten permanenten Ort in der lombardischen Hauptstadt, der der Oper gewidmet war.

## Ehe und Familie

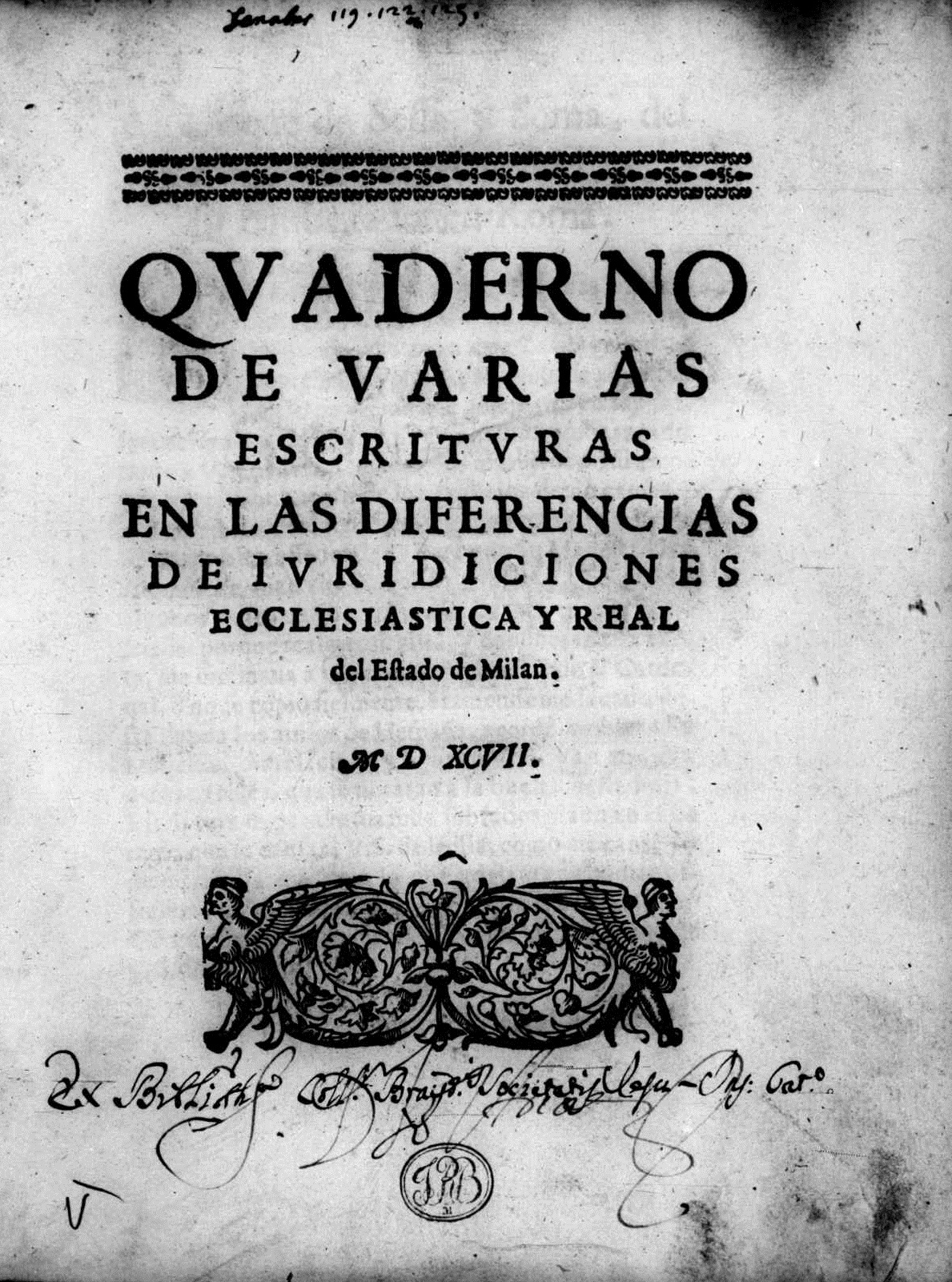
Titelbild des Quaderno

Juan Fernández de Velasco heiratete in erster Ehe María Girón de Guzmán (* Februar 1553), Tochter von Pedro Girón e la Cueva, 1. Duque de Osuna, und Leonor Anna de Guzmán. Ihre Kinder waren:
- Íñigo Fernández de Velasco, 9. Conde de Haro († vor 1613); ⚭ (1) Magdalena de Borja Aragón y Velasco († 1595), Tochter von Francisco Tomás de Borja y Centelles II. und de Juana de Velasco y de Aragón; ⚭ (2) 17. Juni 1597 Juana de Cardona y Córdoba y Aragón (* 15. Dezember 1580; † wohl kurz nach 15. Mai 1609, 28 Jahre alt), Tochter von Antonio Fernández de Córdoba Cardona y Recqueséns, 4. Duque de Soma, 5. Duca de Sessa, 5. Duca de Terranuova, und Juana de Córdoba Cardona y Aragón
- Ana de Velasco († 7. November 1607); ⚭ 17. Juni 1603 Teodósio II. de Portugal, 7. Duque de Bragança (* 28. April 1568; † 29. November 1630) – die Eltern von König Johann IV. von Portugal

In zweiter Ehe heiratete er 1608 Juana de Córdoba y Aragón, Tochter von Luis Fernández de Córdoba Cardona y Aragón und Ana Enríquez de Mendoza. Ihre Kinder waren:
- Bernardino Fernández de Velasco (* um 1610; † 1652), 1613 6. Duque de Frías und 11. Condestable de Castilla; ⚭ (1) 1629 Isabel María de Guzman, Schwester des 2. Duque de Medina de la Torres, Tochter von Gabriel Núñez de Guzmán, 9. Señor y 1. Marqués del Toral, und Francisca de Guzmán; ⚭ (2) María Enríquez Sarmiento de Mendoza, Tochter von Diego Sarmiento de Mendoza und Isabel de Mendoza y Manrique, 7. Condesa de Castrogeriz
- Luis de Tovar y Velasco († 27. Februar 1664), 1. Marqués del Fresno; ⚭ Catalina de Velasco y Ayala († 31. März 1690), Tochter von Antonio de Velasco, 4. Señor de Villerias, und Jerónima de Ayala
- Mariana de Velasco († um 1650); ⚭ 1626 António Álvarez de Toledo Beaumont Enriquez de Ribera y Manrique (* 16. Januar 1623; † 1. Juni 1690), 7. Duque de Alba de Tormes, 4. Duque de Huéscar, 1675 Ritter im Orden vom Goldenen Vlies (Nr. 496)

Juan Fernández de Velascos drei Söhne waren gehörlos, der jüngste (Luis) wurde von Manuel Ramírez de Carrión unterrichtet. Im Haushalt des Herzogs lebte Juan Pablo Bonet als Sekretär, der in seinem Werk Reducción de las letras y arte para enseñar a ablar los mudos erstmals das sogenannte Fingeralphabet („Finger-ABC“) zur Kommunikation für Hörgeschädigte beschrieb.

## Werke
- Quaderno de varias escrituras en las diferencias de iuridiciones ecclesiastica y real del estado de Milan, Mailand, Georg Herolt, 1597